# Liste des moulins à eau du Québec

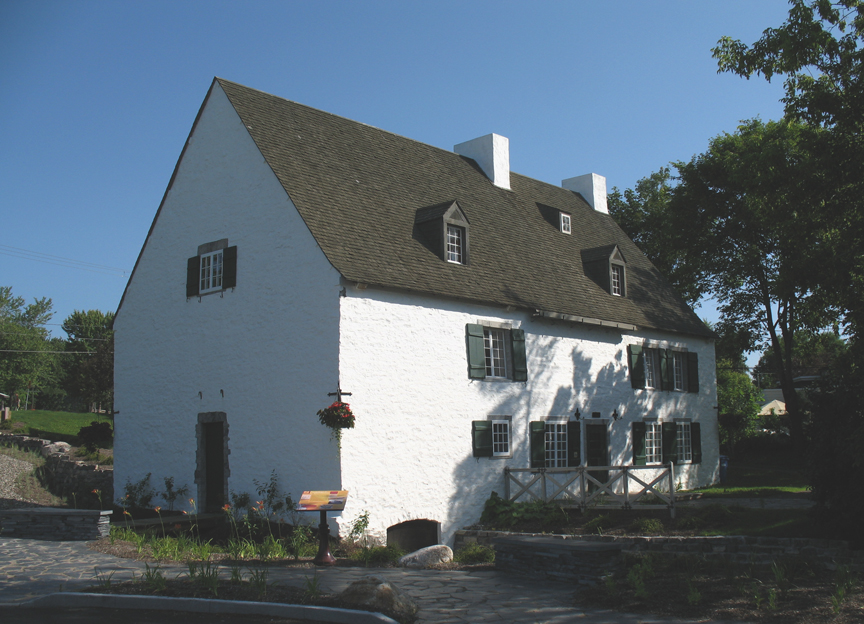
Moulin des Jésuites à Québec

Cet article répertorie les moulins à eau du Québec au Canada, les moulins à farine, classés par ordre alphabétique des localités, dans chacun leur catégorie, selon qu'il s'agisse d'un moulin authentique existant, d'un moulin-réplique ou d'un moulin disparu.

## Moulins à eau existants (à faire farine)
Il reste encore au moins 80 moulins à eau à faire farine au Québec.
Abréviations des en-têtes de colonnes :
No. : Numéro de référence, les moulins sont ici classés par ordre alphabétique des localités / Localisation / Nom : Nom du moulin à eau / Date : Date de construction / MCCCF : Classement comme bien culturel par le ministère de la Culture, des Communications et de la Condition féminine du Québec / Roue : Si le moulin à eau possède encore sa roue à godets ou à aubes / Méc. : Mécanismes, si le moulin à eau possède encore ses mécanismes ou non / Public : Si le moulin à eau est ouvert au public ou non.

### Région touristique duBas-Saint-Laurent
| No | Localisation         | Nom                             | Date | MCCCF | Roue | Méc. | Public | Fonction actuelle                                                             |
| -- | -------------------- | ------------------------------- | ---- | ----- | ---- | ---- | ------ | ----------------------------------------------------------------------------- |
| 1  | Baie-des-Sables      | Roy                             | 1838 |       | non  | oui  | oui    | Antiquités, gîte touristique et salon de thé                                  |
| 2  | L’Isle-Verte         | du Petit-Sault ou Robert-Lagacé | 1823 | 1962  | non  | non  | non    | À l'abandon partiellement démoli en 2018                                      |
| 3  | Saint-Clément        | Beaulieu                        | 1874 |       |      |      |        | Bâtiment en bon état (été 2010) résidence privée. Vestiges du canal d'amenée. |
| 4  | Sainte-Flavie        | Sainte-Flavie                   | 1938 |       | non  | non  | oui    | Musée de la Neufve-France                                                     |
| 5  | Sainte-Luce (Québec) | du ruisseau à la Loutre         |      |       | non  | non  | oui    | Gîte touristique                                                              |
| 6  | Saint-Pacôme         | Casgrain-Lévesque               | 1840 | 2003  |      | oui  | oui    |                                                                               |
| 7  | Saint-Pascal         | Lajoie                          | 1824 |       |      |      |        | En bon état (été 2010)                                                        |
|    | Kamouraska           | Paradis                         | 1856 | 2006  | non  | oui  | oui    | site d'exposition/ culturel                                                   |
| 8  | Trois-Pistoles       | Trois-Pistoles                  |      |       |      |      | non    |                                                                               |

### Région touristique desCantons-de-l’Est
| No | Localisation       | Nom          | Date | MCCCF | Roue | Méc. | Public | Fonction actuelle |
| -- | ------------------ | ------------ | ---- | ----- | ---- | ---- | ------ | ----------------- |
| 9  | Courcelles         | Bernier      | 1888 | 1991  | oui  | oui  | oui    |                   |
| 10 | Danville           | Denison      | 1850 | 1973  |      |      | non    | Résidence privée  |
| 11 | North Hatley       | North Hatley | 1890 | 1987  |      |      |        |                   |
| 12 | Stornoway (Québec) | Legendre     | 1883 | 2008  |      |      |        |                   |

### Région touristique duCentre-du-Québec
| No | Localisation               | Nom       | Date | MCCCF | Roue | Méc. | Public | Fonction actuelle                                                                           |
| -- | -------------------------- | --------- | ---- | ----- | ---- | ---- | ------ | ------------------------------------------------------------------------------------------- |
| 13 | Bécancour                  | Michel    | 1774 | 1985  | non  | oui  | oui    | Production et vente de farine                                                               |
| 14 | Chesterville               | Goupil    |      |       | non  | non  | oui    | Gîte touristique                                                                            |
| 15 | Saint-Norbert-d'Arthabaska | La Pierre | 1845 |       | non  | oui  | oui    | Production et vente de farine exclusivement biologiques, à l'année. 15 variétés de farines. |

### Région touristique deCharlevoix
| No | Localisation    | Nom                 | Date  | MCCCF | Roue | Méc. | Public | Fonction actuelle                  |
| -- | --------------- | ------------------- | ----- | ----- | ---- | ---- | ------ | ---------------------------------- |
| 16 | Baie-Saint-Paul | du Ruisseau-Michel  | v1830 |       | non  | oui  | non    |                                    |
| 17 | Baie-Saint-Paul | César ou du Gouffre | 1792  | 1965  | non  | non  | non    | La toiture s'est effondrée en 2008 |
| 18 | Baie-Saint-Paul | de la Rémy          | 1825  |       | oui  | oui  | oui    | Production et vente de farine      |
| 19 | Baie-Saint-Paul | Gariépy             | 1756  |       | non  | non  | non    | Immeuble à logements               |
| 20 | Île-aux-Coudres | Desgagné            | 1826  | 1963  | oui  | oui  | oui    | Économusée de la meunerie          |
| 21 | Les Éboulements | de Sales Laterrière | 1790  |       | oui  | oui  | oui    | Production et vente de farine      |
| 22 | Les Éboulements | du bas              |       |       | non  | non  | non    | Résidence privée                   |
| 23 | Saint-Hilarion  | Simard              |       |       | oui  | oui  | non    |                                    |

### Région touristique deChaudière-Appalaches
| No | Localisation            | Nom                         | Date | MCCCF | Roue | Méc. | Public | Fonction actuelle                                     |
| -- | ----------------------- | --------------------------- | ---- | ----- | ---- | ---- | ------ | ----------------------------------------------------- |
| 24 | Beaumont                | de la chute à Maillou       | 1821 | 1997  |      | oui  | oui    | Production et vente de farine                         |
| 25 | Beaumont                | de Péan                     | 1744 |       | non  | non  | non    | Entrepôt                                              |
| 26 | Beaumont                | de Vincennes                | 2006 |       | non  | non  |        |                                                       |
| 27 | Cap-Saint-Ignace        | Ouellet                     | 1823 | 1959  | oui  | non  | non    |                                                       |
| 28 | East Broughton          | Moulin à carder Groleau     | 1941 |       | oui  |      | ?      |                                                       |
| 29 | Frampton                | Moulin 1862                 | 1862 |       | non  | non  | oui    | Résidence de tourisme                                 |
| 30 | Kamouraska              | Paradis                     | 1860 | 2006  | non  | oui  | oui    |                                                       |
| 31 | Lac-Etchemin            | La Lorraine                 | 2007 |       | non  | non  | oui    | Centre d'art (expositions) et centre d'interprétation |
| 32 | L'Islet                 | des Glacis                  | 1840 |       | non  | non  | oui    | Auberge                                               |
| 33 | Lotbinière              | du Portage                  | 1815 | 1964  | non  | non  | oui    | Salle de spectacle                                    |
| 34 | Lotbinière              | du Domaine                  | 1799 | 1964  | non  | non  | non    | Résidence privée                                      |
| 35 | Montmagny               | Patton                      |      |       |      |      |        |                                                       |
| 36 | Montmagny               | Montmagny                   |      |       |      |      | non    | Résidence privée                                      |
| 37 | Saint-Antoine-de-Tilly  | Moulin Beaudet              |      |       | non  | non  | non    |                                                       |
| 38 | Sainte-Aurélie          | Metgermette                 |      |       |      | Oui  | Oui    | Restauré                                              |
| 39 | Sainte-Claire           | Abénakis                    |      |       |      |      |        | Production et vente de farine                         |
| 40 | Saint-Isidore           | Parent                      | 1859 |       | non  | non  | non    | Résidence privée                                      |
| 41 | Saint-Jean-Port-Joli    | de la rivière Trois-Saumons |      |       |      | oui  | oui    | Potager de la Nouvelle-France                         |
| 42 | Saint-Raphaël (Québec)  | du Grand-Sault              | 1796 |       | non  | non  | oui    | Centrale hydroélectrique                              |
| 43 | Saint-Raphaël (Québec)  | de la Chute                 | 1847 |       |      |      | non    |                                                       |
| 44 | Saint-Roch-des-Aulnaies | Saint-Roch-des-Aulnaies     | 1842 | 1977  | oui  | oui  | oui    | Production et vente de farine                         |
| 45 | Saint-Vallier           | du Petit-Canton             | 1747 |       | non  |      |        |                                                       |

### Région touristique de laGaspésie
| No | Localisation               | Nom                    | Date | MCCCF | Roue | Méc. | Public | Fonction actuelle |
| -- | -------------------------- | ---------------------- | ---- | ----- | ---- | ---- | ------ | ----------------- |
| 46 | Saint-Maxime-du-Mont-Louis | du ruisseau des Olives |      |       |      |      |        |                   |

### Région touristique deLanaudière
| No | Localisation            | Nom                             | Date          | MCCCF | Roue | Méc. | Public | Fonction actuelle                                     |
| -- | ----------------------- | ------------------------------- | ------------- | ----- | ---- | ---- | ------ | ----------------------------------------------------- |
| 47 | Saint-Félix-de-Valois   | A. Coutu                        | 1850          |       |      |      | non    | Production et vente de farine                         |
| 48 | Saint-Roch-de-l'Achigan | Moulin bleu                     |               |       |      |      |        | Production et vente de farine                         |
| 49 | Saint-Thomas            | Moulin de la Grande-Chaloupe    |               |       |      |      | non    | Résidence                                             |
| 81 | Mascouche               | Manoir Seigneurial de Mascouche | 18ième siècle |       | non  | non  | non    | En cours de Restauration                              |
| 82 | L'Épiphanie             | Moulin des Suspiciens           |               |       | oui  | oui  | non    | Abandonné, victime d'un incendie dans les années 1920 |

### Région touristique desLaurentides
| No | Localisation            | Nom         | Date | MCCCF | Roue | Méc. | Public | Fonction actuelle             |
| -- | ----------------------- | ----------- | ---- | ----- | ---- | ---- | ------ | ----------------------------- |
| 50 | Saint-Eustache (Québec) | de la Dalle | 1814 |       | non  | non  | non    | Résidence privée              |
| 51 | Saint-Eustache (Québec) | Légaré      | 1762 | 1973  | non  | oui  | oui    | Production et vente de farine |
| 52 | Terrebonne              | Moulin neuf | 1846 | 1973  |      |      | oui    |                               |

### Région touristique de laMauricie
| No | Localisation    | Nom           | Date | MCCCF | Roue | Méc. | Public | Fonction actuelle     |
| -- | --------------- | ------------- | ---- | ----- | ---- | ---- | ------ | --------------------- |
| 53 | Sainte-Ursule   | Saint-Louis   | 1761 |       |      | oui  | non    | Résidence privée      |
| 54 | Saint-Maurice   | Dufresne      |      |       |      | oui  | non    |                       |
| 55 | Saint-Stanislas | Cossette      |      |       | non  | non  | non    | Résidence et entrepôt |
| 56 | Saint-Stanislas | des Jésuites  |      |       | non  | oui  | non    | Production de moulée  |
| 57 | Trois-Rivières  | De Tonnancour | 1765 | 1975  | non  | oui  | oui    |                       |

### Région touristique de laMontérégie
| No | Localisation               | Nom                        | Date | MCCCF | Roue | Méc. | Public | Fonction actuelle                 |
| -- | -------------------------- | -------------------------- | ---- | ----- | ---- | ---- | ------ | --------------------------------- |
| 58 | Beauharnois                | Beauharnois                | 1890 |       | non  | non  | non    | À l'abandon                       |
| 59 | Coteau-du-Lac              | Callières di Jasmin        | 1750 | 1750  |      |      | oui    | Salles de réception               |
| 60 | Frelighsburg               | Freligh ou Richard-Freligh |      | 1973  |      |      | non    | Résidence privée                  |
| 61 | Hinchinbrooke              | Dewittville                | 1832 |       | non  | oui  |        |                                   |
| 62 | Huntingdon                 | Henderson, aussi Ménard    |      |       |      |      |        |                                   |
| 63 | Rougemont                  | McArthur                   |      |       |      |      | non    | À l'abandon                       |
| 64 | Saint-Bruno-de-Montarville | Saint-Bruno                | 1761 |       |      |      |        | Parc national du Mont-Saint-Bruno |
| 65 | Saint-Césaire              | Grande Barbue              | 1829 |       |      | oui  | non    | Résidence privée                  |
| 66 | Stanbridge East            | Cornell                    | 1830 |       |      |      | oui    | Musée Missisquoi                  |

### Région touristique deQuébec
| No | Localisation   | Nom                 | Date  | MCCCF | Roue | Méc. | Public | Fonction actuelle                    |
| -- | -------------- | ------------------- | ----- | ----- | ---- | ---- | ------ | ------------------------------------ |
| 67 | Château-Richer | Petit-Pré           | 1696  |       | oui  | oui  | oui    |                                      |
| 68 | Deschambault   | La Chevrotière      | 1802  | 1976  | non  | oui  | oui    | Salles d'exposition                  |
| 69 | Deschambault   | Ancien              | 1767  |       | non  | non  | non    | Ateliers du moulin de La Chevrotière |
| 70 | Grondines      | de Grondines        | v1775 |       | non  | non  | non    | Résidence privée                     |
| 71 | Île d’Orléans  | Saint-Laurent       | 1720  | 1970  | non  | non  | oui    | Restaurant                           |
| 72 | Pont-Rouge     | de la Dalle ou Déry | 1870  |       | non  | non  | non    | Centrale hydroélectrique             |
| 73 | Pont-Rouge     | Marcoux             | 1870  | 1978  | non  | non  | oui    | Centre culturel                      |
| 74 | Québec         | des Jésuites        | 1740  | 1965  | non  | non  | oui    | Centre d'interprétation              |

### Région touristique de l’Outaouais
| No | Localisation         | Nom           | Date  | MCCCF | Roue | Méc. | Public | Fonction actuelle |
| -- | -------------------- | ------------- | ----- | ----- | ---- | ---- | ------ | ----------------- |
| 75 | Déléage (Kensington) | Henderson     | v1830 |       |      |      |        |                   |
| 76 | La Pêche             | Wakefield     | 1838  |       | non  | non  | oui    | Auberge           |
| 77 | Papineauville        | Petite-Nation | 1822  |       |      |      | oui    | Parc municipal    |

### Région touristique duSaguenay-Lac-Saint-Jean
| No | Localisation        | Nom                 | Date | MCCCF | Roue | Méc. | Public | Fonction actuelle         |
| -- | ------------------- | ------------------- | ---- | ----- | ---- | ---- | ------ | ------------------------- |
| 77 | Hébertville         | Hébertville         |      |       |      |      |        |                           |
| 78 | Saguenay            | du Père Honorat     | 1846 | 1973  |      |      |        |                           |
| 79 | Saguenay            | Riverin             | 1870 | 2001  |      |      |        | Maison de l’environnement |
| 80 | Sainte-Jeanne-d’Arc | Sainte-Jeanne-d’Arc | 1902 | 1977  |      |      | oui    |                           |

Saint-Hubert-Rivière-du-Loup

## Moulins à eau répliques (farine)
- Moulin à eau du Complexe récréo-touristique Domaine La Guadeloupe, à La Guadeloupe

## Moulins à eau disparus (farine)

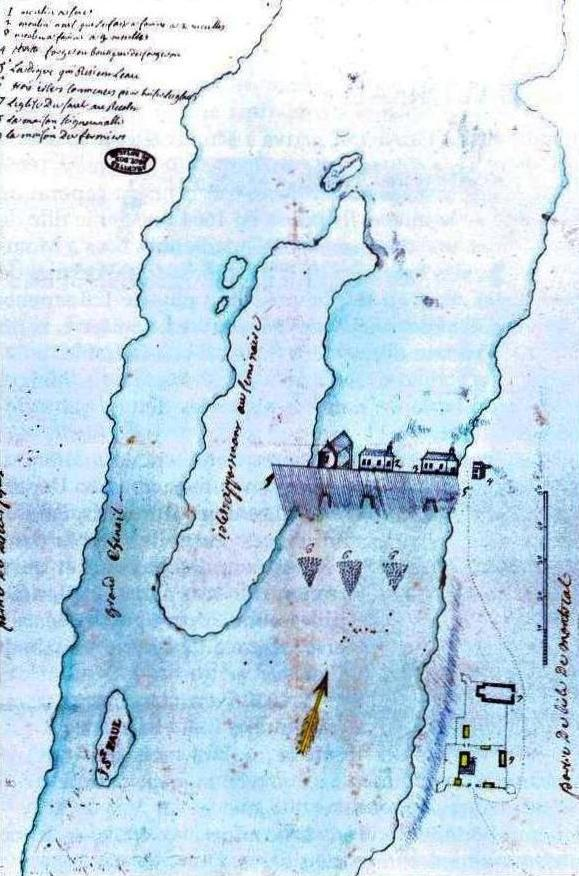
Moulins du Sault-au-Récollet

- Moulin à farine des Jésuites de Cap-de-la-Madeleine, à Trois-Rivières (plaque)
- Moulin banal Toupin-Dussault de Cap-Santé
- Moulins du Sault-au-Récollet à Montréal (Cité historia, Musée d'histoire du Sault-au-Récollet, Parc-nature de l'Île-de-la-Visitation)
- Ruines d’un moulin à Massawippi (Photo)
- Moulin Massé de  Saint-Hubert-Rivière-du-Loup , démoli en 2008.
- Moulin seigneurial de la Petite-Nation, à Papineauville (construction du moulin à farine à la petite chute du ruisseau Saint-Amédée en 1821-1822, rue Duquette); démoli le 9 mai 1979.

## Moulins incertains
En 1978, le Ministère des Affaires culturelles du Québec avait recensé au Québec 102 moulins à fonctions multiples dont les moulins à farine, à scier, à carder. (Voir la liste). À cette liste il faut ajouter les moulins suivants :
- Moulin de Saint-Antonin
- Moulin, 5e Rang, Saint-Anaclet-de-Lessard (Bas-Saint-Laurent)
- Moulin de Saint-Arsène (Bas-Saint-Laurent)
- Moulin d’Ormstown (Haut-Saint-Laurent)
- Moulin de Havelock (Haut-Saint-Laurent)
- Moulin des Sulpiciens à L’Épiphanie (a brûlé dans les années 1920, seules des ruines existent encore aujourd'hui)
- Moulin Savoie de Saint-Cuthbert

## Autres moulins à eau (autres que pour faire de la farine)

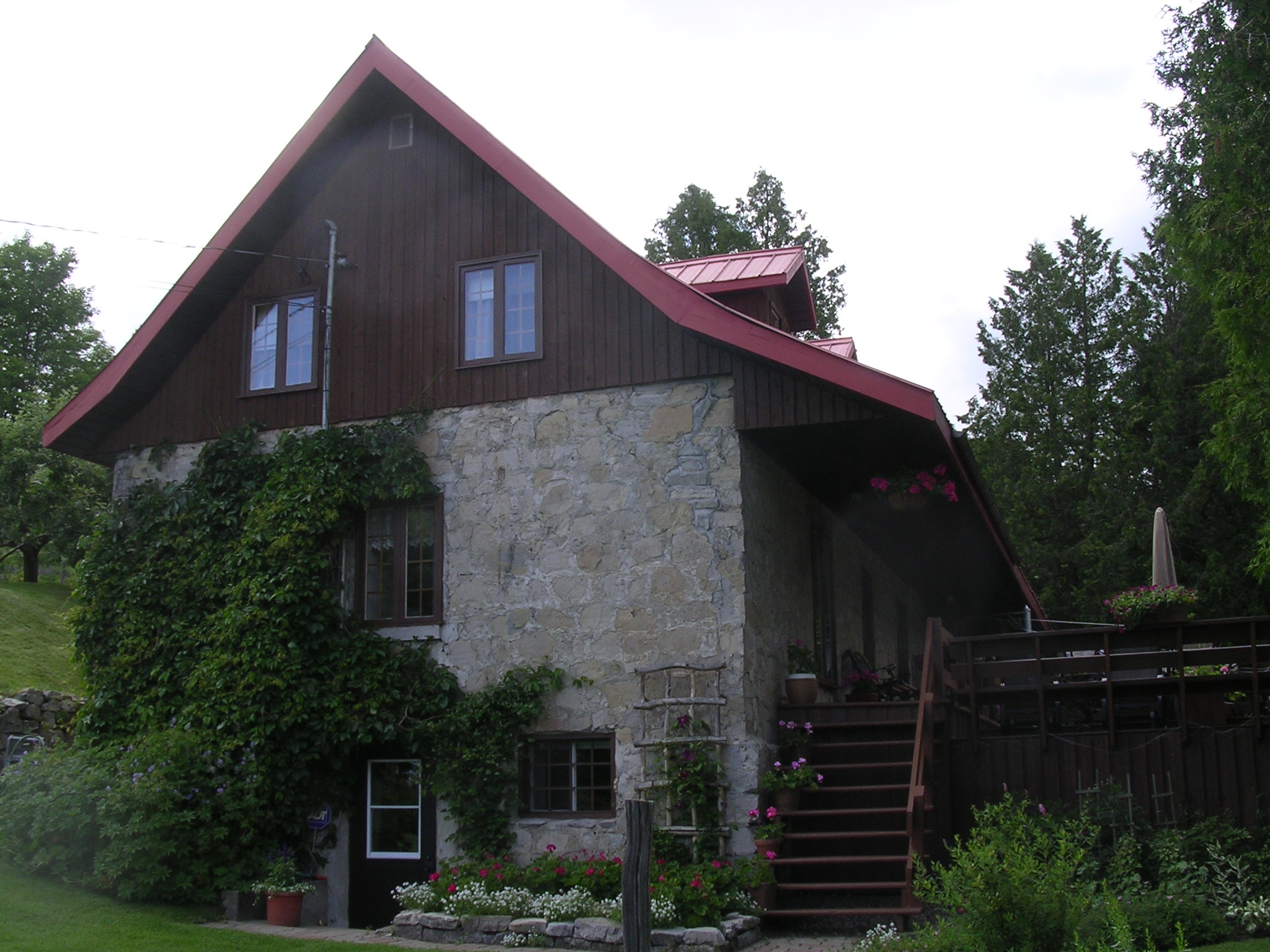
Moulin à carder Simard à Baie-Saint-Paul, construit en pierres au ruisseau Michel.

- Moulin à scie de St-Théodore-de-Chertsey (aujourd'hui secteur Pont-du-Gouvernement)
- Moulin à laine d’Ulverton
- Moulin à scie de Terrebonne, Site historique de l’Île-des-Moulins
- Moulin à scie de La Doré, moulin des Pionniers[21]
- Moulin à scie des Plourde à Gaspé[22]
- Moulin à scie Lavoie de Saint-Pascal-de-Kamouraska[23]
- Moulin à scie du Musée maritime de Charlevoix, aux Éboulements
- Moulin à scie des Éboulements (en face du moulin banal)
- Moulin à scie de Moe’s River
- Moulin à scie de Metgermette Nord
- Moulin à scie de Beaumont
- Moulin à lattes de Sainte-Florence
- Moulin à carder Groleau de East-Broughton, rivière Broughton
- Moulin à carder Simard de Baie-Saint-Paul, rivière Michel (transformé en résidence privée)
- Moulin à planer de Huntingville, à Sherbrooke, devenue une centrale hydroélectrique (Photo du moulin de Huntingville)
- Moulin à scie Gosselin (Moulin des Arts), Saint-Étienne-de-Lauzon (Lévis)
- Moulin à scie de Beaumont, situé à l'intérieur du Site du patrimoine du Village-de-Beaumont
- Moulin à scie d'Issoudun (1910), 295 rue Principale (aujourd'hui moulin à vapeur)
- Moulin à scie de Saint-David-d’Yamaska, rivière David, rang Sainte-Cécile